# Comité national olympique de la Sarre
Le Comité national olympique de la Sarre (en allemand, Nationales Olympisches Komitee des Saarlandes, NOK des Sr) a été un comité national olympique de la Sarre sous occupation française entre 1950 et 1957, avant que la Sarre ne retourne à la République fédérale d'Allemagne. Dès les Jeux de 1956, la délégation sarroise fait partie de l'équipe ouest-allemande et en 1957 il fusionne avec le Comité national olympique de l'Allemagne.